# Щербак Олександр Дмитрович (правник)
 Щерба́к Олекса́ндр Дмитрович (13 січня 1870, Київ — після 1934) — член Комісії в справах виборів до українських Установчих Зборів (грудень 1917 — січень 1918). Кавалер ордену Святої Анни ІІІ ступеню та ордену Святої Анни ІІ ступеню.

## Життєпис
Народився у дворянській родині. Навчався на юридичному факультеті Київському університеті, який закінчив у 1892 р. з дипломом 1-го ступеню.
По закінченні навчання наказом Старшого голови Київської судової палати від 22 січня 1893 р. № 403, згідно з проханням, прийнятий на службу молодшим кандидатом на судові посади при цій Судовій палаті з відрядженням його для занять в її Другому цивільному Департаменті. Згодом обіймав посади члена і Товариша голови Київського окружного суду.
Сумлінність і працездатність О. Д. Щербака у практичній діяльності була відмічена на державному рівні. Так, 1 січня 1903 р. він був нагороджений орденом Святої Анни ІІІ ступеню, а 10 січня 1910 р. — орденом Святої Анни ІІ ступеню. 20 листопада 1914 р. одержав чин дійсного статського радника, а Височайшим наказом по цивільному відомству від 29 лютого 1916 р. № 15 його було призначено членом Київської судової палати.
Був одружений з Катериною Іванівною Биковою — дворянкою Стародубського повіту Чернігівської губернії (народилася вона 31 грудня 1879 р. у с. Струговська Буда Стародубського повіту названої губернії). В Києві родина Щербаків мала власний будинок.
Посаду приват-доцента по кафедрі кримінального права і кримінального судоустрою та судочинства Київського університету О. Д. Щербак обіймав протягом 1913—1918 рр.
Одночасно з 1916 р. по 1920 р. обіймав посаду приват-доцента на судово-нотаріальному і торгово-промисловому (економічному) відділеннях, а також на суспільно-юридичному факультеті Київського юридичного інституту.
За Центральної Ради Щербак був членом Комісії в справах виборів до українських Установчих Зборів (грудень 1917 — січень 1918).
По остаточному приходу до Києва радянської влади Олександр Дмитрович, не дивлячись на своє соціальне походження і специфіку службової діяльності, не залишив рідного міста. Після реорганізації Київського університету з 1928 р. по лютий 1934 р. він працював на посаді наукового співробітника секції кримінального права Комісії для виучування радянського права Всеукраїнської Академії наук (далі — ВУАН). Разом з тим, відомості про його подальше життя і наукову діяльність у радянській державі поки що залишаються невідомими. Не вдалось встановити і точну дату смерті О. Д. Щербака. Можна лише з впевненістю сказати, що він був живий у лютому 1934 р., коли відбулась ліквідація зазначеної Комісії ВУАН. У списку співробітників секції кримінального права цієї Комісії, опублікованому І. Б. Усенком, згадується й ім'я О. Д. Щербака.
Викладав у Київському інституті народного господарства (1920-ті pp.).
Праці з ділянки кримінології, процесуального права.
Дальша доля невідома.